# Prince of the South
Prince of the South è il secondo album del rapper di Atlanta Lil Scrappy. Il disco comprende la partecipazione di Lil' Flip e J-Bo degli YoungBloodZ.

## Tracce
1. G's Up – 1:31
2. The A – 3:22
3. Keep It On The Low – 3:43
4. Wassup – 3:54
5. Take Advantage – 0:14
6. Smoke, Ride & Get Paid – 3:49
7. The World Is Mine (feat. Lil' Flip) – 4:27
8. Fo Sho – 3:44
9. All Hunid's – 3:35
10. Believe – 0:30
11. You Trippin (feat. Lil' Flip) – 4:45
12. Throwin Up Dat – 3:24
13. Move Somethin – 3:22
14. Wassup, Wassup (feat. J-Bo degli YoungBloodZ) – 5:07
15. Prince of the South – 1:55